# 圣让德瓦莱里斯克勒
圣让-德瓦莱里斯克勒（法語：Saint-Jean-de-Valériscle，法語發音：[sɛ̃ ʒɑ̃ də valeʁiskl]）是法国加尔省的一个市镇，属于阿莱斯区。

## 地理
圣让-德瓦莱里斯克勒（44°13'59"N, 4°8'32"E）面积8.15 平方千米，位于法国奧克西塔尼大區加尔省，该省份为法国南部沿海省份，南端濒地中海，北起顺时针与阿尔代什省、沃克吕兹省、罗讷河口省、埃罗省、阿韦龙省和洛泽尔省接壤。
与圣让-德瓦莱里斯克勒接壤的市镇（或旧市镇、城区）包括：莱马日、塞兹河畔莫利耶尔、罗比亚克-罗什萨杜勒、鲁松、欧佐内河畔圣弗洛朗。
圣让-德瓦莱里斯克勒的时区为UTC+01:00、UTC+02:00（夏令时）。

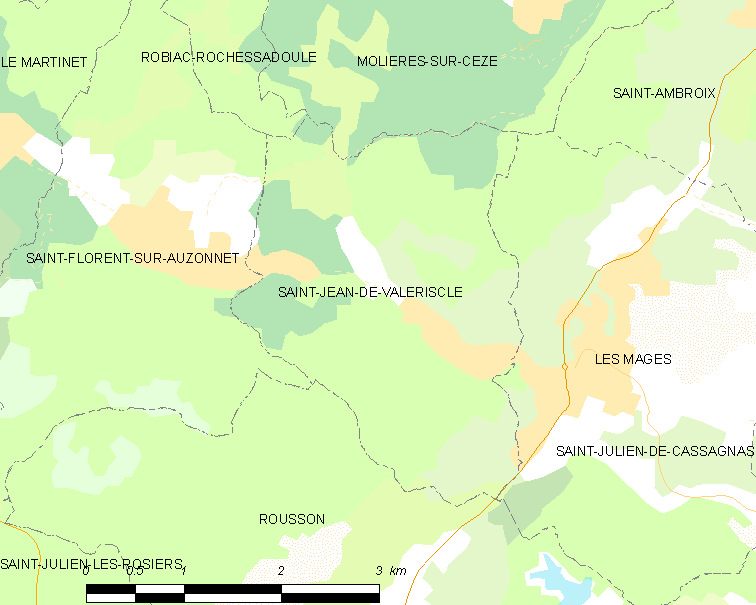
圣让-德瓦莱里斯克勒的OSM定位图

## 行政
圣让-德瓦莱里斯克勒的邮政编码为30960，INSEE市镇编码为30268。

## 政治
圣让-德瓦莱里斯克勒所属的省级选区为鲁松县。

## 人口

1962-2008年间圣让-德瓦莱里斯克勒人口变化图示

圣让-德瓦莱里斯克勒于2022年1月1日时的人口数量为593人。